# Rdest Wrightův
Rdest Wrightův (Potamogeton wrightii) je jeden z mnoha širokolistých druhů rdestu. Roste zejména v tropech jihovýchodní Asie (např. Indonésie, Thajsko, Vietnam), ale také na východě (Čína, Japonsko), nebo např. ve střední Asii (Kazachstán). Je nejbližším příbuzným rdestu světlého (Potamogeton lucens), s kterým se také kříží.
Od ostatních druhů se liší dlouhým řapíkem ponořených listů. Spolu s úzkolistým rdestem Potamogeton gayi se těší oblibě akvaristů, není však moc rozšířen pro jeho choulostivost při dopravě.
Rdest Wrightův je rostlina ponořená i když ve velmi mělkých vodách vytváří i plovoucí listy. Její tenké lodyhy jsou i přes 3 metry dlouhé a to zejména v proudících, nebo hlubokých stojatých vodách. Při nízkých hladinách vody vytváří zakrslé krátké formy s plovoucími listy.
Ponořené listy jsou široké 0,7 až 2,7 cm a dlouhé i přes 20 cm. V tekoucích vodách kvete pod hladinou, v klidných květenství vyčnívá nad ní.
Dříve byl tento druh pojmenovaný jako Potamogeton malaianus.